# Radio Barneveld
Radio Barneveld was de lokale radiozender voor de gemeente Barneveld en de stationsnaam van de Barneveldse Omroep Stichting Aktief. 

## Geschiedenis
De Barneveldse Omroep Stichting Aktief werd op 23 augustus 1990 opgericht. In 1995 werd de etherfrequentie 107.6 MHz FM toegekend en op zaterdag 5 oktober 1996 begon om 11:00 uur de eerste uitzending.
De eerste programma's duurden bij elkaar 18 uur per week - twee uur op maandag, dinsdag en donderdag en zes uur op zaterdag en zondag. De studio was een kleine ruimte in het Concertgebouw van Barneveld. In 1997 verhuisde men naar de huidige locatie aan de Pascalstraat. Hierdoor kreeg de zender de beschikking over een ruime studio. In 2005 werd het technisch mogelijk om 24 uur per dag uit te zenden. Omdat Radio Barneveld aan de randen van het uitzendgebied slecht te ontvangen was verhuisde het radiostation op 31 mei 2008 naar de etherfrequentie 93,5 MHz. Vanaf die datum was Radio Barneveld ook in stereo te beluisteren en was het station wereldwijd te ontvangen via internet.
Vanaf december 2013 werkte Radio Barneveld samen met OmroepN (gemeente Nijkerk) en VeluweFM (gemeentes Putten en Ermelo als VOC-Lokaal.
Hierdoor werd ook lokale TV mogelijk in de gemeente Barneveld. Doel van de samenwerking was te komen tot één streekomroep.
Begin 2017 voegde ook HarderwijkFM zich toe aan deze nieuw te vormen streekomroep.
In april 2017 bleek het samenwerkingsverband VOC-Lokaal toch niet aan de eerder uitgesproken wensen te kunnen voldoen.
De nieuwe stichting, welke in maart 2015 was opgezet, werd ontbonden.
Radio Barneveld werkt sindsdien nauw samen met OmroepN (gemeente Nijkerk) aan het vormen van een nieuwe fusie-omroep voor beide gemeentes.
Deze nieuwe streekomroep ging onder de naam A1 Mediagroep op 5 januari 2019 van start.